# Caipirasuchus
Caipirasuchus – rodzaj krokodylomorfa z grupy Notosuchia. Żył w późnej kredzie na terenach dzisiejszej Ameryki Południowej.

## Historia odkryć
Gatunkiem typowym rodzaju jest Caipirasuchus paulistanus, opisany w 2011 roku przez Ioriego i Carvalho. Jego holotyp stanowi niemal kompletna czaszka odkryta w górnokredowych osadach formacji Adamantina w gminie Monte Alto w Brazylii. Drugim gatunkiem należącym do tego rodzaju jest Caipirasuchus montealtensis. Początkowo został on zaliczony do rodzaju Sphagesaurus przez Andradego i Bertiniego w 2008 roku. Iori i współpracownicy lepiej wypreparowali holotyp tego gatunku i odkryli drugi okaz, dzięki czemu dostrzegli pomiędzy S. montealtensis a C. paulistanus wystarczająco dużo podobieństw, by włączyć je do jednego rodzaju, choć utrzymać ich odrębność gatunkową. W 2014 roku Pol i in. opisali trzeci gatunek – C. stenognathus. Holotypy C. montealtensis i C. stenognathus również pochodzą z osadów formacji Adamantina w stanie São Paulo, choć z różnych lokalizacji, które trudno jednoznacznie powiązać.
Nazwa Caipirasuchus pochodzi od słowa „Caipira”, oznaczającego rodzimych mieszkańców stanu São Paulo, a obecnie odnoszącego się w Brazylii do mieszkańców wsi, oraz zlatynizowanego greckiego słowa souchos, oznaczającego krokodyla.

## Budowa i paleobiologia

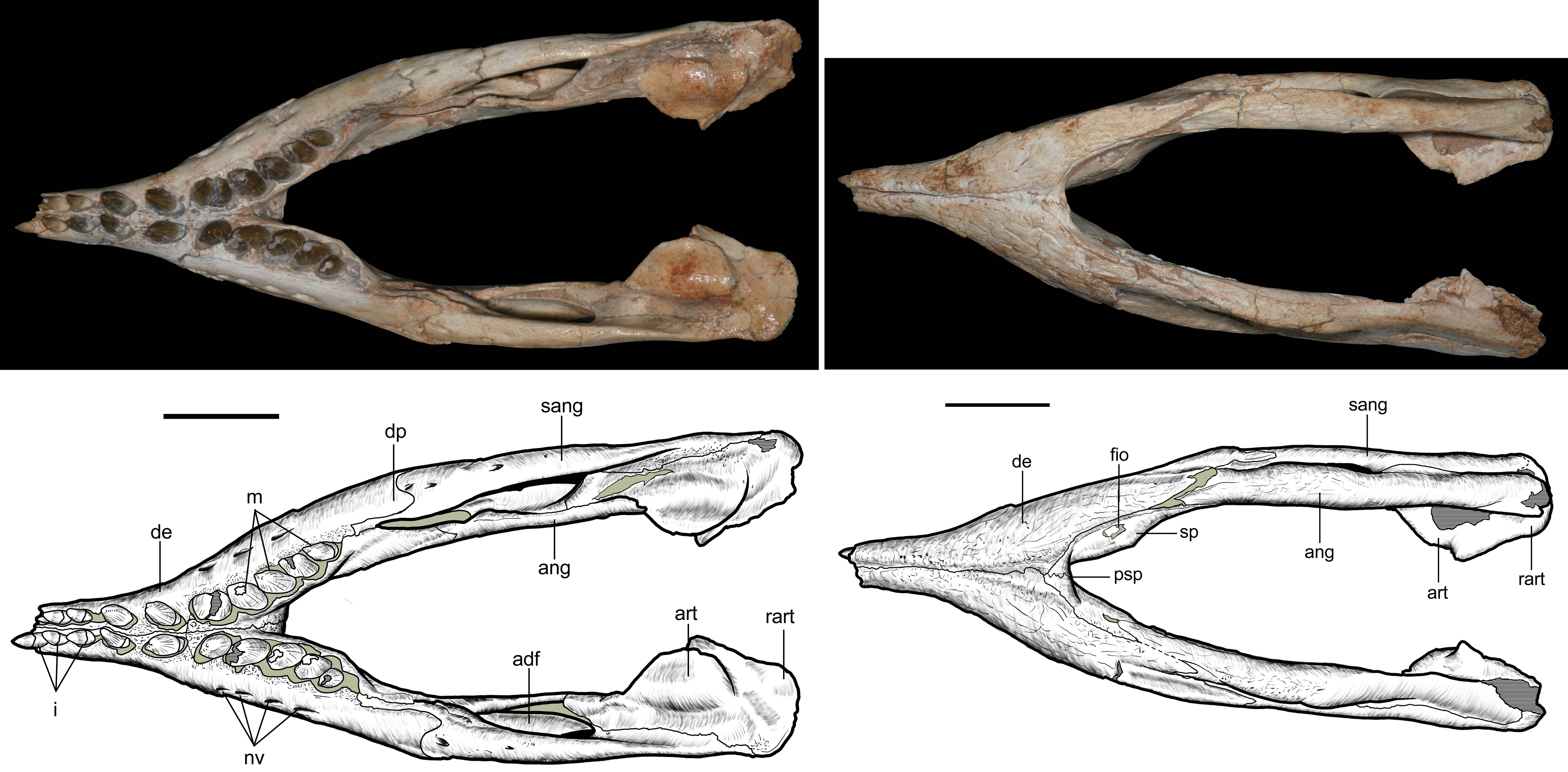
Żuchwa C. stenognathus widziana od strony grzbietowej i brzusznej

Czaszka Caipirasuchus paulistanus dzieli się na dwie główne części – wąski pysk i wysoką część tylną, w której znajdowały się miejsca przyczepu stosunkowo silnych mięśni odpowiadających za zaciskanie szczęk. Przednia część uzębienia, ze stożkowatymi zębami, prawdopodobnie odpowiadała za chwytanie pożywienia, a tylna, gdzie znajdowały się okludujące zęby o trójkątnej koronie, w większym stopniu za jego obróbkę niż chwytanie. Nozdrza zewnętrzne były skierowane ku przodowi, co wskazuje na lądowy tryb życia. Podobnie jak inne zaawansowane Notosuchia, Caipirasuchus cechował się heterodontyzmem – występowały u niego zęby odpowiadające siekaczom, kłom i trzonowcom. U C. stenognathus obecny jest również „ząb przejściowy”, większy od zębów siekaczopodobnych, lecz mniejszy od zębów podobnych do trzonowców (molarokształtnych).

## Systematyka
Pierwszym przedstawicielem rodzaju Caipirasuchus uwzględnionym w analizie filogenetycznej jest C. montealtensis. Według Andradego i Bertiniego (2008) był on taksonem siostrzanym dla Sphagesaurus huenei, wobec czego autorzy włączyli ten gatunek do rodzaju Sphagesaurus. W późniejszych latach opisywano kolejne gatunki należące do Notosuchia. W 2011 roku Iori i Carvalho nazwali gatunek Caipirasuchus paulistanus, który według przeprowadzonej przez nich analizy jest bliżej spokrewniony ze Sphagesaurus montealtensis i Armadillosuchus niż ze Sphagesaurus huenei. Analiza Ioriego i in. (2013), wykonana po dodatkowym wypreparowaniu holotypu i odkryciu drugiego okazu S. montealtensis, zasugerowała, że jest on gatunkiem siostrzanym dla C. paulistanus, dlatego przenieśli go do rodzaju Caipirasuchus. Ich wynik potwierdziła również późniejsza analiza przeprowadzona przez Pola i współpracowników (2014), według której C. stenognathus jest gatunkiem siostrzanym dla kladu obejmującego dwa pozostałe gatunki Caipirasuchus. Dokładne pokrewieństwo wewnątrz kladu Sphagesauridae nie jest ustalone, jednak analizy te zgadzają się, że Caipirasuchus jest blisko spokrewniony z rodzajami Sphagesaurus, Armadillosuchus i Caryonosuchus.
Spośród przedstawicieli Sphagesauridae rodzaj Caipirasuchus wyróżniają m.in.: obecność niewielkiego okna przedoczodołowego, stosunkowo wąski i długi pysk, niewielka diastema pomiędzy piątym a szóstym zębem w kości zębowej.